# David Trone
David John Trone (Cheverly, 21 de septiembre de 1955) es un político y empresario estadounidense que se desempeña como miembro de la Cámara de Representantes por el 6.º distrito congresional de Maryland. El distrito incluye la mayor parte del tercio occidental del estado, pero la mayor parte de su población se encuentra en los suburbios del norte de Washington D. C., la capital del país. Trone fundó y es copropietario de Total Wine &amp; More con su hermano, y se desempeñó como presidente de la compañía hasta diciembre de 2016.
En 2016, Trone gastó más de 13 millones de dólares de su propio dinero en su fallida campaña primaria demócrata para suceder a Chris Van Hollen en el 8.º distrito congresional de Maryland, estableciendo un récord para la campaña de la Cámara de Representantes autofinanciada más cara. En 2018, Trone fue el candidato demócrata para el sexto distrito y ganó las elecciones generales para suceder a John Delaney. Trone ha hecho de los problemas de salud mental y la lucha contra las adicciones una máxima prioridad durante su mandato en el Congreso, donde copreside el Grupo de Trabajo Bipartidista sobre Adicciones y Salud Mental.
Trone es actualmente candidato al Senado de los Estados Unidos en las elecciones de 2024 para suceder a Ben Cardin.